# Bonsfills
Bonsfills és una masia situada al municipi de Pinós a la comarca catalana del Solsonès, inclosa a l'Inventari del Patrimoni Arquitectònic de Catalunya.

## Situació
La masia es troba a llevant del nucli de Vallmanya, a l'extrem sud-est del terme de Pinós, als vessants de la dreta del torrent de Bonsfills. S'hi va per la carretera de Vallmanya a Salo: partint del trencall de Vallmanya (enfront de cal Prat), als 1,4 km.(41° 50′ 05″ N, 1° 36′ 15″ E / 41.834701°N,1.604186°E) es pren el trencall a mà dreta (S) (ben senyalitzat). Després de creuar la riera de Vallmanya, als 240 metres es deixa a la dreta el camí a l'Oliva i als 600 metres s'arriba a Bonsfills.

## Descripció

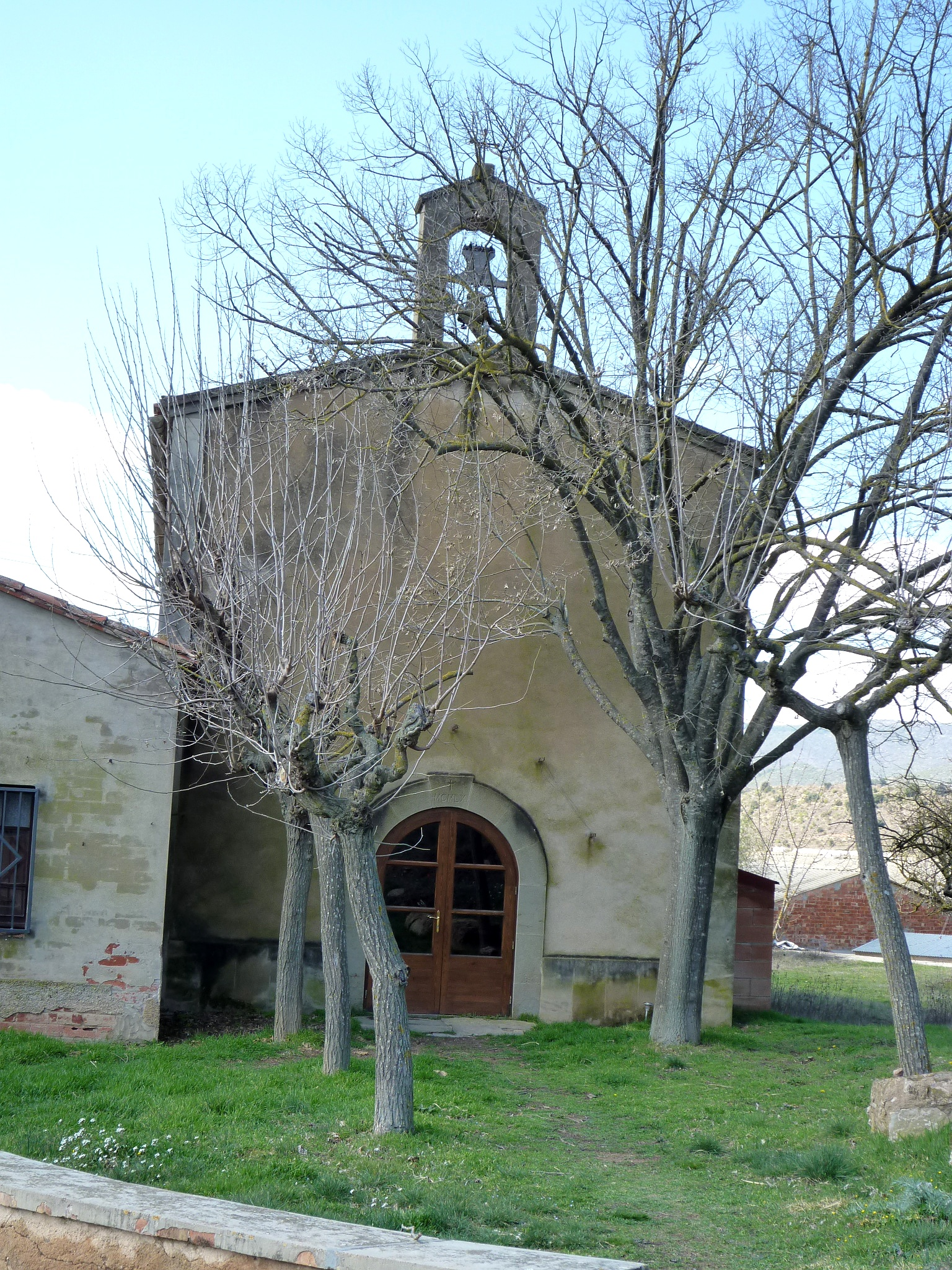
Capella de la Mercè

La masia és una obra que data del pas del segle xviii i al segle xix. Construïda baix l'esquema clàssic de planta basilical amb el carener perpendicular a la façana, la masia presenta elements interessants en el seu disseny: la torre rectangular, que il·lumina el pati interior com en moltes de les masies d'aquest segle novament construïdes, l'annexa al costat de llevant format per un cos pentagonal adossat a la casa i també el carener escalonat.

## Història
La masia de Bonsfills és una de les més antigues del terme de Vallmanya. Casa pairal d'una gran nissaga que escampà els seus fills pel terme i la comarca. Al costat de la masia de Bonsfills hi ha una gran capella familiar, on s'invoca la Mare de Déu de la Mercé.